# Sunningdale
Sunningdale est un village et une paroisse civile située dans le borough de Windsor and Maidenhead dans le comté du Berkshire en Angleterre.